# John Bartram
Pour les articles homonymes, voir Bartram.
John Bartram, né le 23 mars 1699 à côté de Darby en Pennsylvanie et mort à Philadelphie le 22 septembre 1777, est un botaniste, horticulteur et explorateur américain. Linné le considérait comme « le plus grand botaniste du monde ».

## Biographie
John Bartram est né dans une famille de quakers. Son grand-père, John, s'était marié dans le Derby avant d'émigrer, en 1682, à Darby, en Pennsylvanie, l'année de la fondation de la ville de Philadelphie.
Il se considère comme un fermier ordinaire, n'ayant comme éducation que celle de son enfance. Il est cependant un grand lecteur et est très intéressé par la médecine et plus particulièrement par les plantes médicinales. Il commence alors sa carrière de botaniste en allouant une parcelle de son terrain pour des plantes qu'il trouve intéressantes.
Durant des années, Bartram voyage à travers les États-Unis afin de collecter des végétaux, du lac Ontario à la Floride, de la côte Atlantique jusqu'à la rivière Ohio. Il découvre de très nombreuses espèces et expédie régulièrement ses spécimens en Europe, notamment à Linné, Dillenius et Laurens Theodorus Gronovius. Vers 1733 commence sa collaboration avec Peter Collinson. Pehr Kalm, élève de Linné, reçoit son aide lors de son voyage en Amérique.
Plus de 70 ans avant la création du jardin botanique Elgin, à New York, Il fonde, en 1728, le premier jardin botanique des États-Unis, à Kingsessing (en) en Pennsylvanie, à l'origine du Bartram's Garden. Il est l'un des fondateurs, avec Benjamin Franklin, de la Société américaine de philosophie en 1742.
Il meurt le 22 septembre 1777 et est enterré au Darby Friends Cemetery à Darby.
John Bartram est le père de William Bartram, ornithologue, et le grand-père de Thomas Say, entomologiste.

## Œuvres

### Publications
- Observations on the inhabitants, climate, soil, rivers, productions, animals, and other matters worthy of notice, made by Mr. John Bartram in his travels from Pennsylvania to Onondaga, Oswego, and the Lake Ontario, in Canada[4], Londres, 1751[5].
- Diary of a journey through the Carolinas, Georgia, and Florida from July 1, 1765, to April 10, 1766, coll. « Transactions of the American Philosophical Society », vol. 33, no 1 (déc. 1942)[6].
- A description of East-Florida : With a journal, kept by John Bartram of Philadelphia, botanist to His Majesty for the Floridas], 1769 (3e édition)[7].

### Correspondance
- William Darlington, Memorials of John Bartram and Humphry Marshall, 1849[8].

## Honneurs et postérité
- En 1765, George III l'élève au rang de botaniste du roi pour l'Amérique du Nord, poste qu'il conserve jusqu'à sa mort.
- Bartram était membre de l'Académie royale des sciences de Suède.
- Il était membre fondateur de la Société américaine de philosophie.
- En 2008, l'historienne et écrivain allemande Andrea Wulf consacre un roman à John Bartram et Peter Collinson : The Brother Gardeners, publié en avril 2008, qui a obtenu en 2010 le CBHL Annual Literature Award décerné par le Council on Botanical and Horticultural Libraries, Inc. (en)[9].
- Un lycée porte son nom dans la ville où il vécut, Philadelphie[10].
- Plusieurs genres ou espèces végétales ont été nommés en son hommage tels que le genre Bartramia[11] ou l'espèce Amelanchier bartramiana[12].